# 卡爾馬機場
卡爾馬機場（瑞典語：Kalmar flygplats）是一座位於瑞典卡爾馬的區域機場，位於市中心以西約4公里，緊鄰歐洲E22公路。此機場的營運者以「卡爾馬厄蘭島機場」的名稱進行推廣，所以機場亦得此名。

## 歷史
卡爾馬機場的前身為空軍基地，原為卡爾馬飛行聯隊（F 12）。
1937年，卡爾馬市購得卡爾馬以西的Stora Törneby莊園，計劃作為未來機場用地。
1940年，瑞典空軍提出將規劃中的機場用於軍事用途，卡爾馬市隨後將Törneby無償移交給瑞典政府，並購買Ebbetorp、Elverslösa和Skogstorp的部分土地。
1942年7月1日，空軍基地正式成立。
1947年，聯隊改編為戰鬥機聯隊，開始建設首條永久鋪設的跑道，並於1948年啟用。
1957年4月14日，05/23跑道首次試行民航，並開通斯德哥爾摩－卡爾馬航線。
1961年11月，政府批准聯隊飛行場開放民用，卡爾馬機場成為瑞典首座軍民兩用的聯隊機場。
1975年春天，瑞典國會決定撤銷南南蔓蘭飛行聯隊（F 11，位於尼雪平）及卡爾馬航空聯隊兩個管理機構。當時，卡爾馬聯隊擁有約400公頃土地，以及位於卡爾馬西南約30公里的275公頃地面作戰區，並在厄蘭島承租275公頃靶場。該聯隊有兩條跑道：西北—東南向（2,300米）及東北—西南向（2,000米），僱用約370名員工及400名義務役軍人。
1980年6月30日，聯隊解散，剩餘業務改隸布萊金厄航空聯隊（F 17），包括飛機維修廠與氣象學校。
1982 年國防決策將氣象學校自1983年1月1日起轉隸戰時航空學校（F 5），隨後卡爾馬飛機維修廠及其他業務全部關閉。空軍撤離後，機場由瑞典民航局接手，機場轉換至僅用於民航使用。
1984年8月，新航站樓正式啟用。
2007年1月1日，卡爾馬市政府接手機場的營運，並透過卡爾馬機場股份公司（Kalmar Öland Airport AB）管理。
2013年2月，機場正式更名為卡爾馬厄蘭機場（Kalmar Öland Airport）。

## 航空公司及航線
| 航空公司                          | 目的地            |
| --------------------------------- | ----------------- |
| 北歐航空 （由布拉森支線航空營運） | 斯德哥爾摩-阿蘭達 |

## 外部連結
- 官方網站